# Zhengxiangbai-Banner

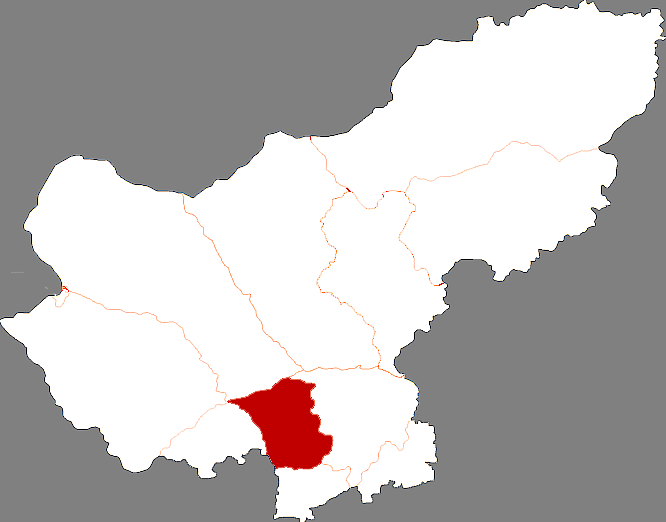
Lage des Zhengxiangbai-Banners in Xilin Gol

Das Zhengxiangbai-Banner (chinesisch 正镶白旗, Pinyin Zhèngxiāngbái Qí; mongolisch ᠰᠢᠯᠤᠭᠤᠨ ᠬᠥᠪᠡᠭᠡᠲᠦ ᠴᠠᠭᠠᠨ ᠬᠣᠰᠢᠭᠤ Siluɣun Köbegetü Čaɣan qosiɣu) ist ein Banner des Xilin-Gol-Bundes, einer administrative Untergliederung auf Bezirksebene im Autonomen Gebiet Innere Mongolei der Volksrepublik China. Es hat eine Fläche von 6.083 km² und zählt ca. 70.000 Einwohner. Sein Hauptort ist die Großgemeinde Ming’antu (明安图镇).